# Samuel von Cocceji
Samuel von Cocceji (Heidelberg, 20 ottobre 1679 – Berlino, 4 ottobre 1755) è stato un giurista tedesco, tra gli autori della riforma del sistema giudiziario prussiano nel XVIII secolo.

## Biografia
Suo padre Heinrich von Cocceji era stato un noto giurista ad Heidelberg (successore di Samuel von Pufendorf), quindi professore a Berlino e alla Viadrina, mentre Samuel sembrava più interessato alla realizzazione pratica delle dottrine giuridiche.
Samuel von Cocceji era nel 1702 professore all'Università Viadrina, nel 1723 presidente dell'alta corte di Berlino, dal 1738 al 1739, e dal 1741 al 1746, ministro prussiano della giustizia, dal 1747 Großkanzler. Se Federico Guglielmo riteneva le sue idee troppo avanzate (infatti lo aveva congedato nel 1739 dalla carica di ministro della giustizia), al contrario Federico II le apprezzava; gli affidò infatti l'incarico di fondare l'ordinamento giudiziario della Slesia da poco annessa, e successivamente di riformare il diritto della Prussia nel suo complesso.
Cocceij creò un sistema giuridico unificato, basato su tre gradi di giudizio e garante dell'indipendenza dei giudici. Introdusse nel 1748 una suprema corte, il Tribunal, cui erano subordinati tutti gli altri tribunali del Paese, cosa che gli valse forti resistenze.
Tra le sue opere il celebre Corpus iuris Fredericiani ed il Grotius illustratus, opera lasciata incompiuta dal padre.

## Famiglia
Samuel von Cocceji sposò Johanna Charlotte von Beschefer, figlia del tenente generale Jakob von Bechefer, da cui ebbe due figlie e tre figli, tra cui il più noto fu Carl Friedrich Ernst (1725–1780) generale al servizio dell'ultimo re di Polonia Stanislao II. Johann Heinrich Friedrich fu invece colonnello e aiutante generale del re. Karl Ludwig (m. 12 luglio 1808) fu presidente distrettuale a Glogau. Delle figlie, Amalie Charlotte Henriette sposò il barone Mathieu II von Vernezobre-Laurieux (1721-1782), e Sophia Susanna Charlotte il generale Dubislav Friedrich von Platen.
I baroni von Cocceji si estinsero in linea maschile col figlio minore di Samuel, Carl Ludwig, che morì senza discendenza il 12 luglio 1808, dopo essere stato sposato per un certo periodo con la famosa - e famigerata - ballerina italiana Barbara Campanini.

## Opere

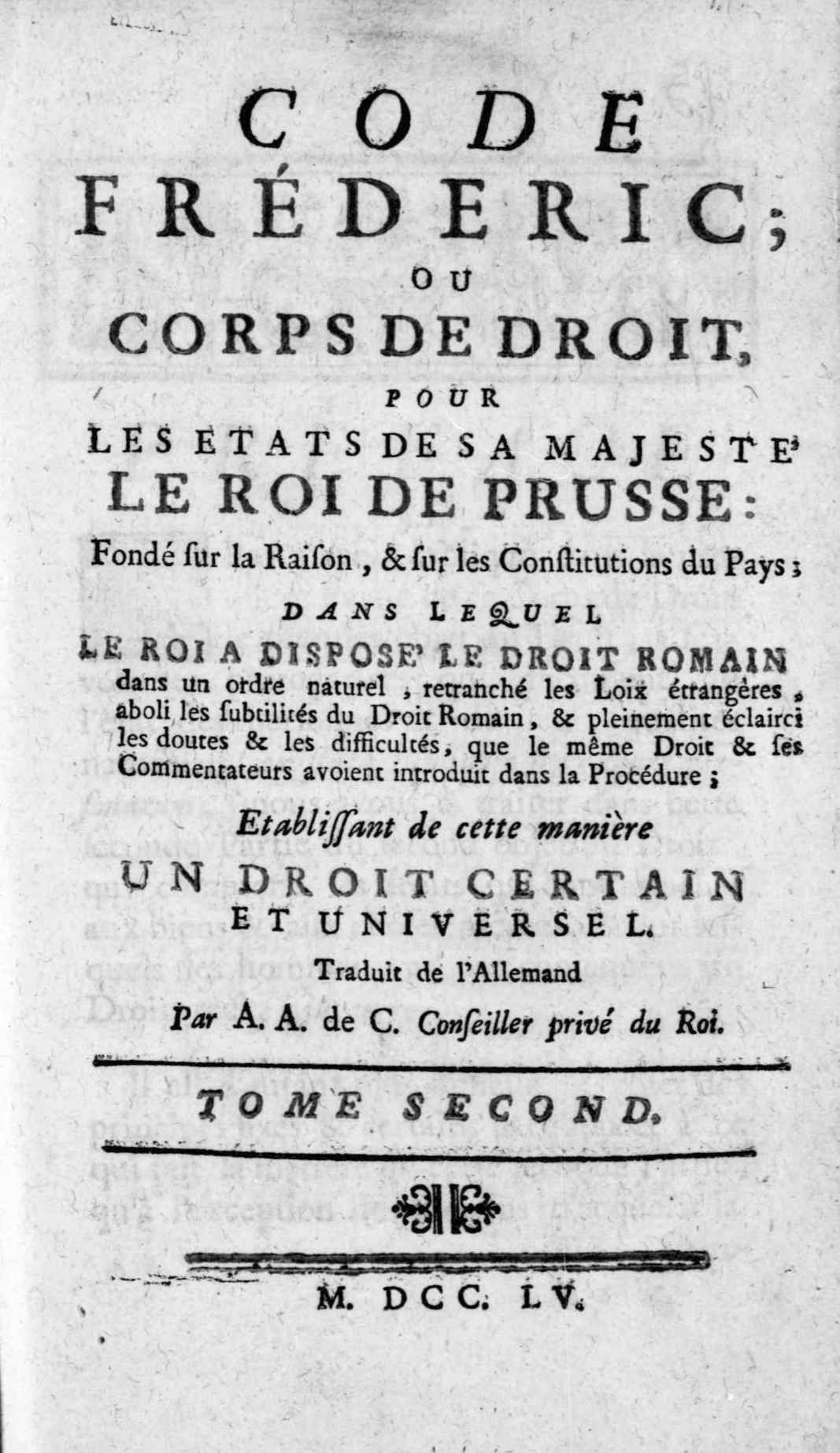
Project des Corporis Juris Fridericiani, 1752

- (FR) Project des Corporis Juris Fridericiani, vol. 2, Berlin, 1752.